# مقاطعة شلي (جورجيا)
مقاطعة شلي (بالإنجليزية: Schley County)‏ هي إحدى المقاطعات في ولاية جورجيا في الولايات المتحدة الأمريكية.